# Cystowithius smithersi
Espèce
Cystowithius smithersi est une espèce de pseudoscorpions de la famille des Withiidae.

## Distribution
Cette espèce est endémique d'Équateur. Elle se rencontre sur le Chiles.

## Description
Les mâles mesurent de 2,40 à 2,75 mm et les femelles de 2,44 à 3,71 mm.

## Étymologie
Cette espèce est nommée en l'honneur de Peter Smithers.

## Publication originale
- Harvey, 2004 : Remarks on the New World pseudoscorpion genera Parawithius and Victorwithius, with a new genus bearing a remarkable sternal modification (Pseudoscorpiones, Withiidae). Journal of Arachnology, vol. 32, no 3, p. 436-456 (texte intégral).